# Margrét Lára Viðarsdóttir
Margrét Lára Viðarsdóttir (født 25. juli 1986) er en islandsk tidligere fodboldspiller, angribsspiller, der senest spillede Valur i den islandske Úrvalsdeild. Hun spillede også for Islands kvindefodboldlandshold og har rekorden som den spiller der gennem alle tider har scoret flest mål for landsholdet. Hun spillede for Island til europamesterskaberne i 2009 og 2013. I hendes klubkarriere har hun bl.a. spillet for ÍBV og Valur i Úrvalsdeild, Duisburg og Turbine Potsdam i den tyske Bundesliga og for Linköpings og Kristianstads DFF i den svenske Damallsvenskan.
Margrét Lára er storesøster til Elísa Viðarsdóttir, som også spiller for det islandske landshold.
Margrét Lára Viðarsdóttir kunne ikke være med i Islands trup til EM 2017 i Holland fordi hun pådrog sig en skade på korsbåndet, som blev revet over under en fodboldkamp, i maj 2017.